# Kukang bengalski
Kukang bengalski (Nycticebus bengalensis) – gatunek ssaka naczelnego z rodziny lorisowatych (Lorisidae). Największy przedstawiciel rodzaju kukang. Ma bladą głowę z widełkowatym znaczeniem, na grzbiecie biegnie ciemniejszy pas. Nie ma ogona. Gruczoł ramienny wydziela jad zlizywany przez zwierzę. Występuje w Azji Południowo-Wschodniej, zasiedlając lasy i plantacje. Wiedzie samotne, nocne życie. Samica rodzi pojedynczego noworodka raz na 2 lata. Zagraża mu wyginięcie.

## Budowa

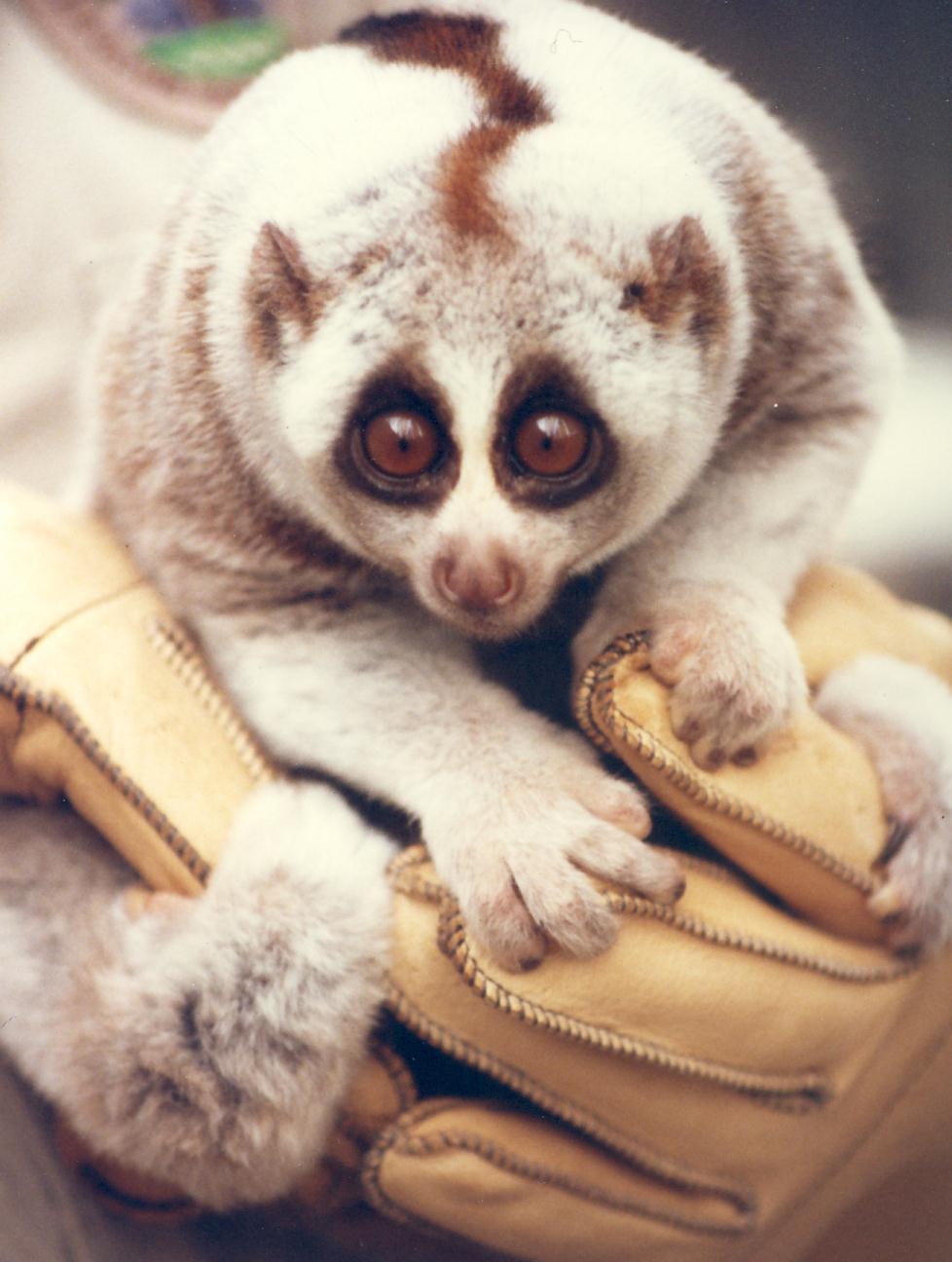
Widełkowate znaczenie na jasnej głowie może być słabo widoczne, w przeciwieństwie do wyraźnej ciemnej pręgi na grzbiecie

Największy przedstawiciel swego rodzaju. Długość głowy i tułowia wynosi pomiędzy 34 a 38 centymetrów, a więc więcej niż kukanga większego (30–34 cm), jawajskiego (25 cm) czy borneańskiego (27–30 cm). Ogon jest szczątkowy, podobnie jak u wymienionych gatunków, a wedle jeszcze innych źródeł ten nie występuje. Masa ciała wynosi od 650–850 do 2100 g. Również i tu przerasta kukang bengalski inne kukangi (kukang większy do 850 g, jawajski do 1150 g, borneański do 800 g). W obrębie gatunku notuje się istotną zmienność rozmiarów ciała.
Ciała mają kukangi dłuższe i bardziej esowate niźli inne Strepsirrhini. Zawdzięczają to one dodatkowym kręgom.
Kolor futra zwierzęcia jest zmienny, ogólnie płowopomarańczowy z białym plamkowaniem na szyi i przednich łapach. Barwę kremowej szarości, szarości bądź bieli ma głowa, kark i przednie części ramion. Pojawiają się też osobniki karminowe. Na grzbiecie natomiast znajduje się cienki pas barwy od brązu do szarości bądź czarnego brązu, połączony niekiedy z widełkowatym znaczeniem zdobiącym głowę zwierzęcia, u niektórych zwierząt bardzo wyraźnie widocznym, u innych niezbyt czy wcale. Wspomniane różnice mogą wynikać z istnienia nieznanych jeszcze taksonów. 
Na głowie tkwią krótkie uszy, krótsze niż u innych kukangów. Zęby tworzą grzebień. Zawsze występuje drugi siekacz. Długie jelito umożliwia trawienie włóknistego, często toksycznego pokarmu.
Silne kończyny ułatwiają życie na drzewach. Długie zwisanie ułatwia specjalna sieć naczyń na nadgarstkach i stępie. Na przednich łapach występuje przeciwstawny kciuk, badacze opisują szczątkowy krępy „palec”. Na stopach paluch też jest przeciwstawny.
Jest to gatunek jadowity, jak i inne kukangi. Gruczoł ramienny jest przekształconym gruczołem łojowym. Duży, gruby na 2–3 mm i dobrze unerwiony, leży po brzusznej stronie ramienia. Porasta go skąpe owłosienie. Prócz kukangów i Xanthonycticebus występuje u lorisów. Wczesne badania na kukangu większym wskazały obecność enzymów, jak fosforylaza, MAO, dehydrogenaza bursztynianowa, oksydaza cytochromowa i esterazy naftolowa, AS, Tween oraz fosfatazy zasadowa i kwaśna. Wydzielina stanowi żółty, pachnący płyn. Krystalizuje on na skórze czy futrze. Znaleziono w nim 86 różnych związków. Zagrożone kukangi przyjmują grożącą pozę z eksponowaniem gruczołu ramiennego. Podnoszą kończynę ponad głowę, tak by móc szybko polizać gruczoł. Jad jest wtedy obecny w ślinie, a grzebień zębowy umożliwia ugryzienie i zaatakowanie w ten sposób drapieżnika. W przypadku bezkręgowców czy nawet innych kukangów jad może powodować śmierć. Dla człowieka nie jest tak groźny. Stanowi także sygnał chemiczny, jako że Strepsirrhini dysponują zwykle dobrym węchem. Nie wydaje się on służyć polowaniu, jako że kukangi polują na niewielkie bezkręgowce, ani obronie przed drapieżnikami, prędzej już kąsaniu rywali czy ochronie przed pasożytnictwem zewnętrznym.

## Systematyka
Kukanga bengalskiego opisał w roku 1800 Lacépède pod nazwą Lori bengalensis. Jako miejsce typowe podano Bengal w Indiach. Obecny rodzaj kukang, czyli Nycticebus, kreował E. Geoffroy Saint-Hilaire 12 lat później. W rodzaju lori pozostawiono dwa gatunki (lori szary i wysmukły), a pozostałe, pierwotnie tu zaliczane, umieszczono w rodzaju kukang. Oba rodzaje łączone są w podrodzinie Lorisinae. W 2022 część gatunków z rodzaju kukang (wyróżniano ich wtedy 9) przeniesiono do nowo kreowanego rodzaju Xanthonycticebus. Czas podziału linii Xanthonycticebus i Nycticebus w nowym, węższym rozumieniu oszacowano na około 10,5 miliona lat.
Swego czasu uznawano kukanga bengalskiego za podgatunek kukanga większego.
Nie wyróżnia się żadnych podgatunków kukanga bengalskiego. Pomimo istotnych różnic w wielkości ciała i ubarwieniu nie stwierdzono stałych różnic w populacjach po wschodniej i zachodniej stronie Mekongu. Niemniej różnice morfologiczne mogą wiązać się z istnieniem nieopisanych jeszcze taksonów.
Na południu Tajlandii występuje niewielka strefa hybrydyzacji kukanga bengalskiego z kukangiem większym, zasiedlającym głównie kontynentalną Malezję i Sumatrę. Istnieje także bardziej na wschód obszar, gdzie kukang bengalski współwystępuje sympatrycznie z kukangiem małym. Nie krzyżują się one jednak. Istotnie dalej spokrewniony z kukangiem bengalskim, kukang mały umieszczony został w innym rodzaju Xanthonycticebus.

## Tryb życia

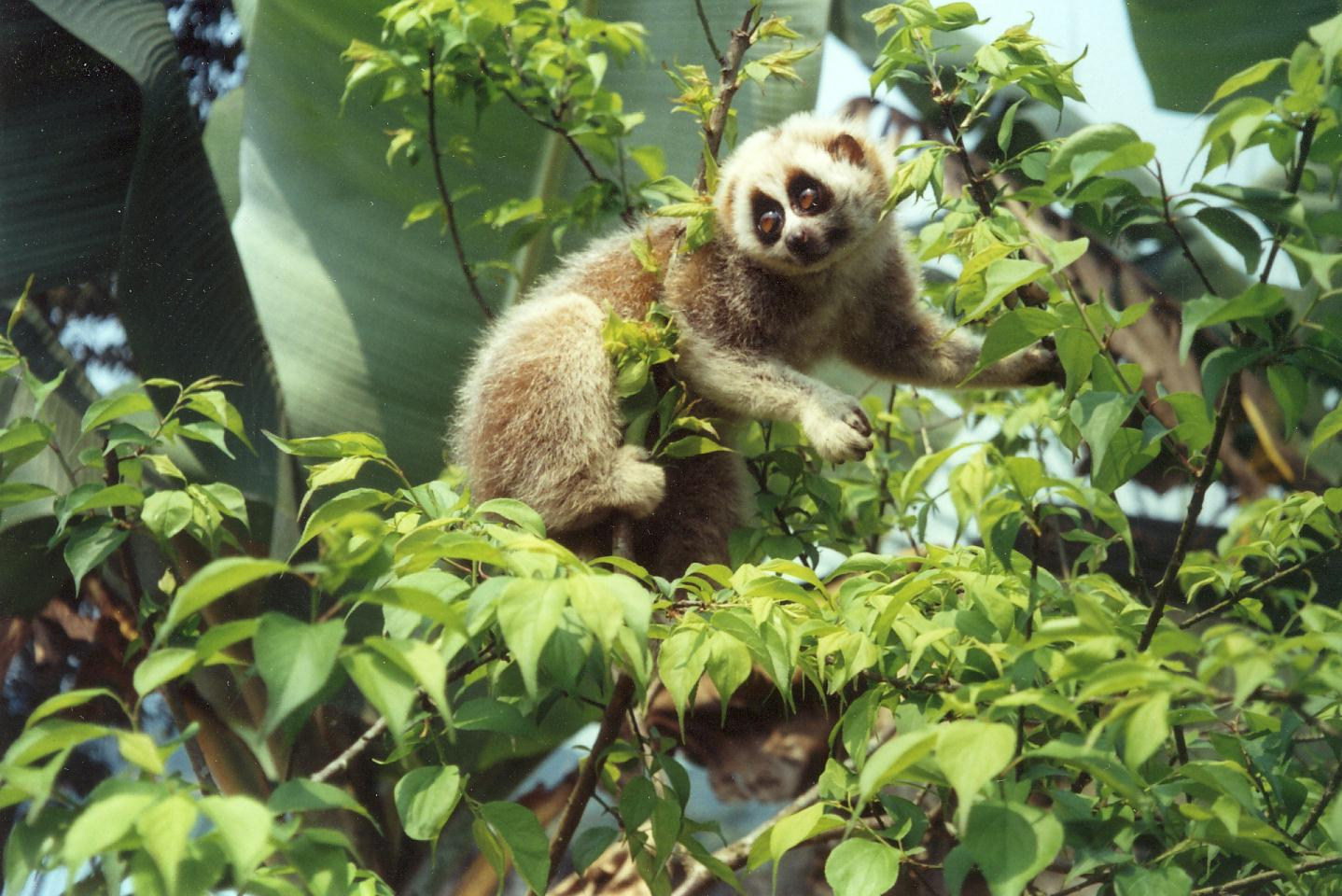
Osobnik młodociany

Kukang bengalski wiedzie nadrzewny nocny tryb życia. Nie odróżnia się zresztą w tej materii od innych przedstawicieli swojej rodziny. W Kambodży zaobserwowano, że podczas jasnych nocy jest mniej aktywny niż przy słabym świetle księżyca. Podobne zachowanie obserwowano także u innych lorisowatych. Mogą one stanowić przystosowanie chroniące przed drapieżnikami. Aktywność w Bangladeszu wzrasta po 17:00, kiedy to zwierzęta głównie jadły i przemieszczały się. Niemniej szczyt aktywności obserwowano między 23:00 a 2:00, jeśli chodzi o jedzenie, oraz między 2:00 a 5:00, jeśli chodzi o przemieszczanie się (ponad 40% budżetu energetycznego). Pomiędzy 17:00 a 5:00 odpoczynek zabierał od 13 do 27% czasu. Różnice w przemieszczaniu się zależnie od pory roku okazały się nieistotne statystycznie.
O strukturze społecznej kukanga bengalskiego wciąż niewiele wiadomo. Anne-Isola Nekaris wymienia co prawda badania przeprowadzone w Kambodży, Tajlandii, w Indiach nawet dwa. Zaznacza jednak zarazem brak podczas ich realizacji zastosowania metod pozwalających na identyfikację poszczególnych osobników oraz brak używania nadajników radiowych. Zwierzę wydaje się jednak prowadzić samotne, skryte życie. Obserwowano niemniej zachowania społeczne w postaci karmienia się gumą i iskania.
Poszczególne osobniki w godzinę przemierzają od 40 do 600 metrów. Wedle badań indyjskich jednej nocy pokonują średnio 3,83 km. Niekiedy też schodzą na ziemię, kiedy drzewa są rzadko rozmieszczone. Potrafią wspiąć się na wysokość 25 m. W jednym z badań widywano je najczęściej ok. 12 m nad ziemią.
Kukangi muszą spotykać się celem rozrodu, ale ten również opisany został słabo. Nie ma żadnych informacji dotyczących przedłużania gatunku na wolności. Pozostają wyłącznie informacje z niewoli, z Diuke Lemur Center. Co prawda hodowane tam zwierzęta uznawano za kukangi większe, niemniej ich duży rozmiar wskazuje na to, że mogły to być raczej kukangi bengalskie. Występowały tam pojedyncze kukangi większe, a także trochę hybryd pomiędzy gatunkami, które krzyżują się również na południu Tajlandii.
Samice pierwszy raz współżyją z samcem po osiągnięciu 18–24 miesięcy. Odnotowano przy tym współżycie samca w wieku zaledwie 17 miesięcy. Kopulacje zazwyczaj następują podczas pojedynczego dnia trwania rui, przy czym cały cykl miesięczny trwa od 29 do 45 dni. Na skutek współżycia samica zachodzi w ciążę trwającą średnio 192 dni. Młode przychodzi na świat jedno co dwa lata. W niewoli może to być nieco częściej. Po urodzeniu matka karmi młode mlekiem przez 6 miesięcy. Odnotowano wystąpienie rui po porodzie, niemniej nie stwierdzono, by w takich okolicznościach matka powtórnie zaszła w ciążę. Pokolenie szacuje IUCN na 7–8 lat. Całkowita długość życia wynosi 15 lat.

## Rozmieszczenie geograficzne

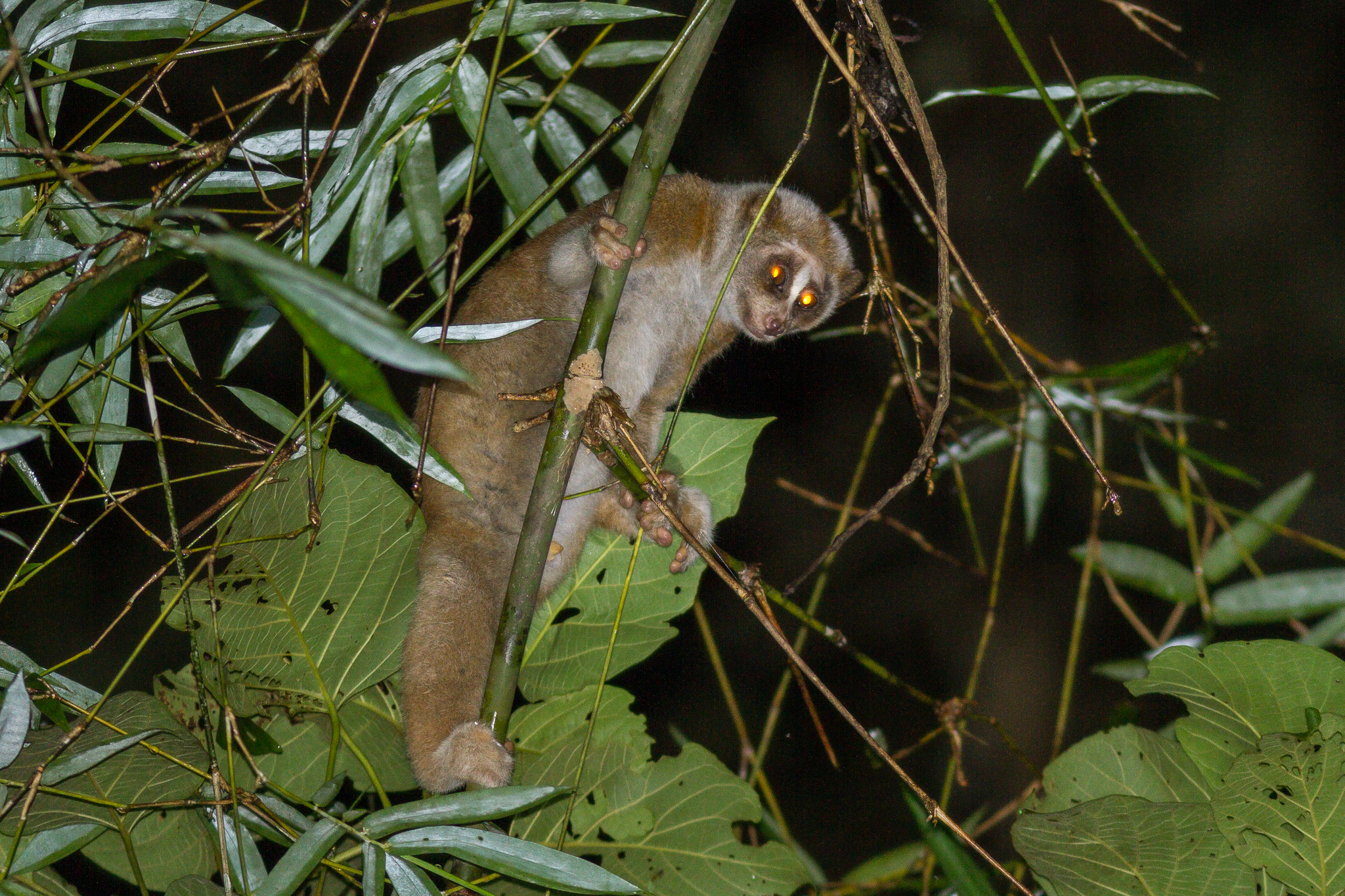
Kukang bengalski aktywny jest nocą

Kukangi zamieszkują Azję Południowo-Wschodnią. Wśród obszarów zasiedlonych przez kukanga bengalskiego Anne-Isola Nekaris wymienia w Handbook of the Mammals of the World wschodni Bangladesz, północno-wschodnie Indie, wśród których stany Andhra Pradesh, Asam, Meghalaya, Tripura, Nagaland, Mizoram i Manipur, południowe Chiny, a więc południe prowincji Junnan aż do Rzeki Perłowej na wschodzie, a być może także południe regionu autonomicznego Kuangsi, Mjanma wraz z archipelagiem Mergui, północ i środkową część Wietnamu, Tajlandię i Laos. IUCN wymienia Bangladesz, Bhutan, Kambodżę (na zachód od Mekongu), Chiny (południe i zachód Junnanu oraz południowy zachód Kuangsi), Indie (te same stany, co uprzednio), Laos, Mjanmę, Tajlandię (na północ od Kra) i Wietnam. Występowanie gatunku na północy kontynentalnej Malezji jest niepewne. Zwierzę zamieszkuje tereny leżące na wysokości od zera do 2400 m nad poziomem morza. W Bhutanie osiąga tylko 300 m, w Chinach 2200 m.

## Ekologia

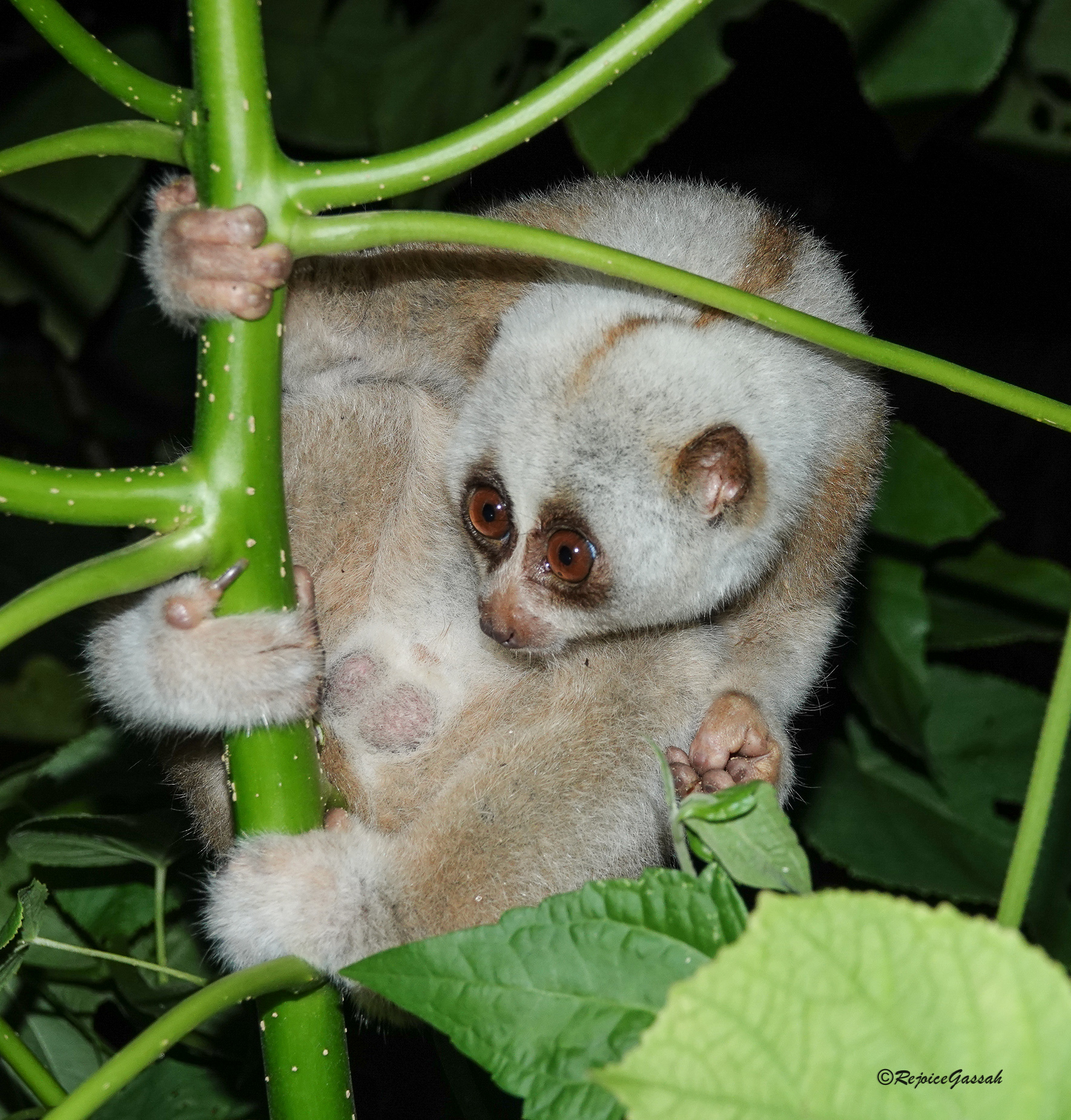
Kukang bengalski żyje w lasach

Siedliskiem kukanga bengalskiego są tropikalne lasy, lasy z dwuskrzydłowatymi i częściowo wiecznie zielone, a także wilgotne lasy szerokolistne, ponadto także tereny porośnięte krzewami, akacjami. Nie wyklucza się jeszcze większej różnorodności siedlisk zwierzęcia, biorąc pod uwagę jego szeroki zasięg występowania. Spotyka się je także blisko pól i plantacji, jednakże zazwyczaj na terenach przeplatających się gałęzi i pnączy do 20 m nad ziemią. W Wietnamie zasiedla wyłącznie lasy wtórne, brzegi lasów, plantacje, w Kambodży zamieszkuje lasy wiecznie zielone, dwuskrzydłowate, jak i community forests. W Laosie kukang ten zasiedla wyłącznie lasy wiecznie zielone i plantacje, także bambus. W Indiach zamieszkuje także lasy tracące liście. Preferuje wysokie drzewa o grubych pniach i wielkich koronach. Unika natomiast terenów słabiej zadrzewionych. W modelu Choudhury’ego et al. rolę w środowisku odgrywały wzór zalesienia (35,3%), indeks różnic w roślinności (34,9%), wysokość (9,3%), nachylenie (5,9%), odległość od pól (5,7%), znormalizowany wskaźnik narastania różnicy (4,6%) i odległość od dróg (4,3%). W Bangladeszu obserwowane osobniki najwięcej czasu spędzały w naturalnych lasach (43%), mniej w ogrodach bambusowych i cytrynowych (po 17%), jeszcze mniej na plantacjach drzewa tekowego i w podszycie. Ważne są dla nich gęste korony drzew. W Indiach kukangi te obserwowano na Duabanga grandiflora, Garcinia xanthochymus, Gmelina arborea.
Zagęszczenie wynosi od 25 do 75 zwierząt na km², wedle innych badań zaś około 4 na km², bez różnic pomiędzy plantacją akacji i Leucaena i pierwotnym lasem deszczowym. Wedle badań z Bangladeszu na osobnika przypadało od 0,09 do 1,73 ha ze średnią 0,83 ha. Zbadany samiec dzielił część swego areału z trzema samicami, z jedną z nich prawie 15%. Dwie z samic dzieliły prawie 23% areałów ze sobą. W Indiach natrafiano na średnio ćwierć osobnika na km bądź na 0,1–0,77 zwierzęcia na km z zagęszczeniem 0,06 do 0,20 osobnika na km². Podobnych badań nie przeprowadzano w dawnej Birmie, skąd istnieją tylko doniesienia o napotkaniu jakiegoś osobnika czy relacje myśliwych. W Bangladeszu doliczono się kiedyś 34 osobników w Parku Narodowym Satchari i trzech w Parku Narodowym Lawachara. Zwierzę stanowi rzadkość także w Laosie. Spotyka się je tam z częstością 0,3–0,65 na km. To samo można powiedzieć o Kambodży. Park Narodowy Phnom Kulen zamieszkuje ok. 22 osobników na km². W Parku Narodowym Bokor nie stwierdzono gatunku wcale. W Wietnamie w wielu miejscach zostało już wytrzebione, na przykład w Parku Narodowym Bach Ma nie znaleziono ani jednego, aczkolwiek utrzymuje się populacja na wyspie Phú Quốc. Wydaje się, że zwierzę może być szerzej rozpowszechnione w Tajlandii, za czym jednak nie stoją żadne badania. W Chinach stwierdzano osobnika na 3 km, przy czym IUCN podkreśla istotną redukcję populacji, wymarłą w niektórych okolicach.
Anne-Isola Nekaris wspomina 4 badania poświęcone diecie kukanga bengalskiego. Połowa z nich podkreślała istotną rolę gum w jego odżywianiu się. W Tajlandii w szczególności konsumuje kukang bengalski gumę z lian Bauhinia. Preferuje on gumy także w Indiach, jednakże nie stanowią tam one podstawy jego pożywienia. W zależności od pory roku zwierzę poświęca żywieniu się wysiękami roślinnymi od 67 (lato) do ponad 94% (zima) czasu poświęconego na jedzenie, który stanowi z kolei około 2/9 doby bez istotnych różnic z uwagi na porę roku. Zwierzę zlizuje gumę z kory i żłobi w niej dziury, by stymulować jej wypływ. Żywi się szczególnie na Terminalia belerica. Zjada też samą korę. Poza tym konsumuje również owoce i nektar. W Tajlandii spożywa liście Terminalia alata. Nie gardzi też pokarmem zwierzęcym, pożerając bezkręgowce, zwłaszcza znajdowane na korze, ale też w Tajlandii owady latające, które łapie jedną ręką, czy ptasie jaja.

## Zagrożenia i ochrona

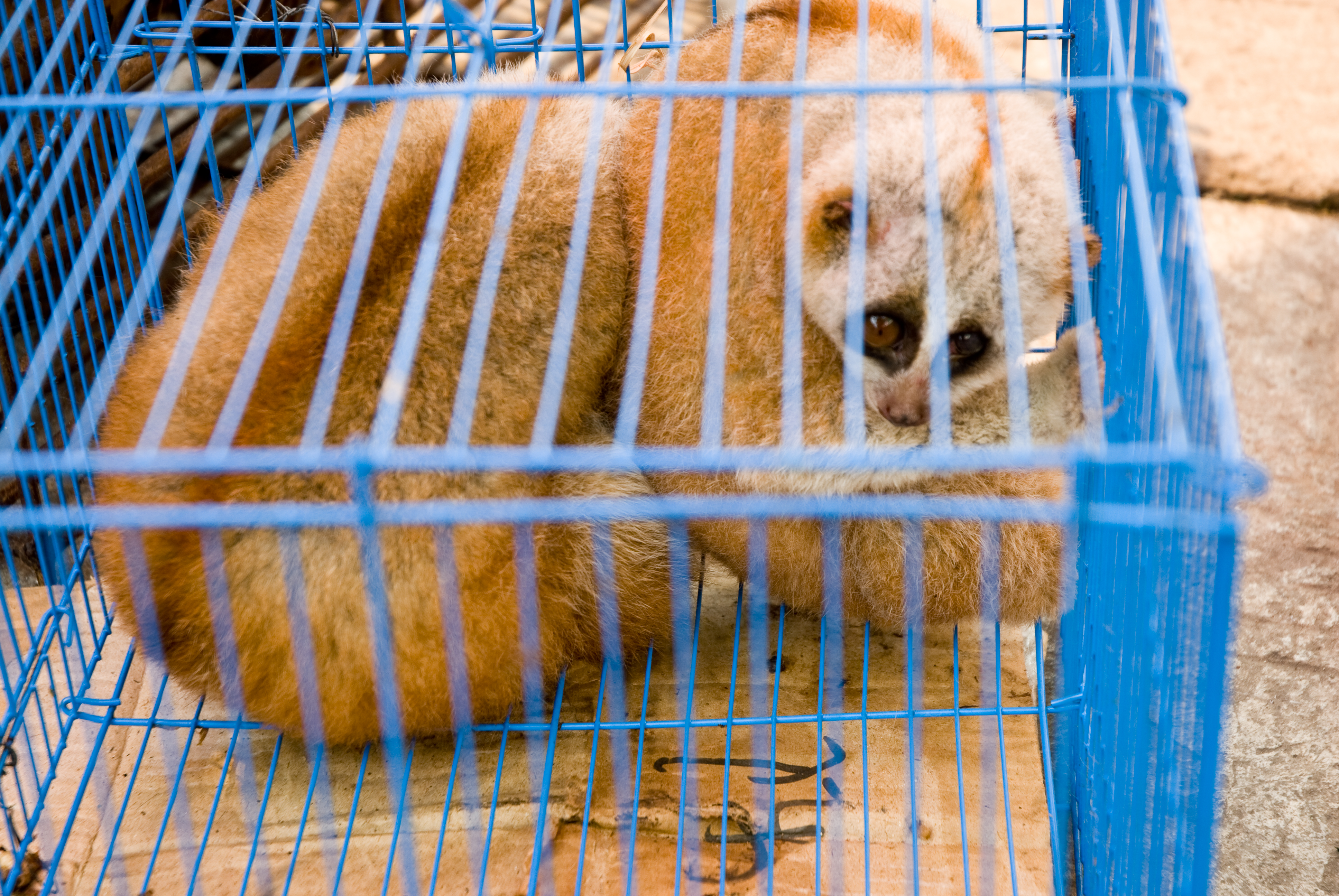
Pomimo objęcia go ochroną kukangiem bengalskim handluje się nielegalnie

Międzynarodowa Unia Ochrony Przyrody (IUCN) po raz pierwszy wypowiedziała się o kukangu bengalskim w 2000, wskazując brak danych. W 2008 uznano go za gatunek narażony na wyginięcie. W 2015 zaostrzono klasyfikację, uznając go za gatunek zagrożony wyginięciem, co opublikowano w 2020. Jako uzasadnienie wskazuje się presję ze strony myśliwych oraz niszczenie siedlisk, które spowodowały dwukrotne zmniejszenie się liczebności gatunku, przy czym przewiduje się dalszy spadek o połowę w ciągu trzech pokoleń. Zwierzę na niektórych terenach już wyginęło. IUCN podaje tu Kambodżę. Figuruje ono również w pierwszym załączniku CITES, przeniesione tam z wszystkimi innymi kukangami z załącznika drugiego w czerwcu 2007 wobec wzrastającego i nieopanowanego handlu międzynarodowego. Chronią je oficjalnie co prawda prawa wielu krajów, jak Bhutanu, Laosu, Mjanmy, Kambodży, Indii, Chin, Wietnamu czy też Tajlandii. Nie daje to jednak skutku. Na kukangi poluje się choćby celem użycia ich w medycynie ludowej. Naczelne te używane są chociażby przez kobiety po porodach. Przypisuje się im również działanie przeciwko bólowi brzucha, na rany, złamane kości, a nawet choroby przenoszone drogą płciową. Używa się ich w Kambodży, Wietnamie i Indiach. Zabija się je dla zabawy. Wykorzystuje się je także w turystyce jako zwierzęta domowe bądź celem robienia sobie zdjęć, zwłaszcza w Tajlandii, wytwarzania z rąk breloczków do kluczy, a nawet konsumpcji. Kukangiem bengalskim ciągle się handluje. Do istotnych zagrożeń zalicza się także: rozwój osadnictwa, rolnictwo oraz pozyskiwanie drewna. Nie sprzyja im budowanie dróg, tam czy linii przesyłowych energii. Kukangi bengalskie giną w wypadkach samochodowych.
Zwierzę zasiedla liczne obszary chronione. Wobec braku istotnych różnic w zagęszczeniu w pierwotnych lasach i na plantacjach podnosi się istotną rolę tych ostatnich. Nie wiadomo, czy wypuszczanie odzyskanych z handlu osobników kończy się sukcesem, gdyż nie są one dalej monitorowane.